# Maryna Porošenko
Maryna Anatolіїvna Perevedenceva, coniugata Porošenko (in ucraino Марина Анатоліївна Переведенцева - Порошенко?; Semej, 1º febbraio 1962), è una cardiologa e politica ucraina, First Lady dell'Ucraina dal 2014 al 2019. È sposata con l'ex presidente ucraino Petro Porošenko.
Dopo la fine della presidenza del marito nel 2019 si è candidata alle elezioni politiche locali a Kiev.

## Biografia
Maryna Porošenko nasce nel 1962 a Kiev, nell'allora Repubblica Socialista Sovietica Ucraina. Suo padre Anatolyj (nato nel 1933) è stato viceministro della sanità della SSR ucraina, mentre sua madre Ljudmyla lavorava all'Arsenale di Kiev.
Durante i suoi studi all'Università nazionale di Medicina Bohomolec', incontrò Petro Porošenko ad una festa, i due si sposarono nel 1984. Maryna Poroshenko ha lavorato come cardiologa presso Zhovtneva Hospital di Kiev fino alla nascita del loro primo figlio. Negli anni successivi si è dedicata prevalentemente alla cura della famiglia, astenendosi dalla vita pubblica e non discutendo di politica con il marito, fatta eccezione per le attività della Fondazione di beneficenza del consorte.
Nel 2007 ha conseguito una laurea in belle arti presso la Nacional'na akademija kerivnich kadriv kul'tury i mysteztv (lett. "Accademia nazionale di gestione della Cultura e delle Arti") di Kiev. In un'intervista televisiva del giugno 2014, Maryna Porošenko ha affermato che intendeva impegnarsi nelle questioni sociali e culturali in quanto temi importanti da affrontare in quel momento per la nazione.
Alla fine di giugno 2014 ha incontrato Iryna Heraščenko, inviata per il piano di pace per l'Ucraina orientale e mediatrice nel conflitto filo-russo del 2014 in Ucraina, dall'incontro è nata una discussione della possibile assistenza alla popolazione dell'Ucraina orientale. Dal 2018 al 2019 è stata presidente della Ukrainian Cultural Foundation a Kiev.
Il 18 novembre 2014 Maryna Porošenko ha patrocinato il progetto Puzzles of Eternity e lo ha presentato in Gran Bretagna. L'esposizione internazionale artistica è stata caratterizzata da incontri musicali denominata Due Geni e Due Tesori con l'apporto dell'“Archivio Bach” di spartiti musicali (di Kiev) e con le sculture barocche uniche in legno e affreschi 3D del “Museo Pinzel” (di Leopoli). Sono stati coinvolti musicisti, pittori, ricercatori e filantropi hanno presentato una serie di concerti di beneficenza e performance visive con l'obiettivo di recuperare le rare collezioni e infondere loro una nuova vita.
L'evento a Londra è stato organizzato da Master Klass, House of Education and Culture (Kiev, Ucraina) con il supporto dell’Ambasciata dell’Ucraina in Gran Bretagna. Puzzles of Eternity è stato presentato per la prima volta alle Nazioni Unite a New York il 16 ottobre 2014.
(Maryna Porošenko, British Ukrainian aid)
Nelle elezioni locali di Kiev del 2020 Porošenko è stata capolista del consiglio comunale di Kiev per il partito Solidarietà Europea (guidato dal marito Porošenko). Nell'elezione per il sindaco di Kiev, Solidarietà Europea ha appoggiato il sindaco uscente Vitalij Klyčko (del partito UDAR). Solidarietà Europea ha vinto 31 seggi nel consiglio comunale di Kiev alle elezioni locali di Kiev del 2020, e Klyčko è stato rieletto sindaco di Kiev.

## Famiglia
Maryna e Petro Porošenko hanno quattro figli: il figlio Oleksij (nato nel 1985), le gemelle Jevhenija e Oleksandra (nate nel 2000) e il figlio Mychajlo (nato nel 2001). La famiglia continua a vivere nella loro casa privata nello storico quartiere Konča-Zaspa di Kiev. Il primogenito Oleksij è stato eletto rappresentante nel parlamento regionale dell'oblast' di Vinnycja, diventando poi nel novembre 2014 deputato del popolo. L'ex presidente ucraino Viktor Juščenko è il padrino dei loro figli.